# Anneau inguinal superficiel
L'anneau inguinal superficiel (ou orifice superficiel du canal inguinal ou anneau inguinal externe) est un orifice de la paroi abdominale antérieure au niveau de l'aine.

## Structure
L'anneau inguinal superficiel est situé au-dessus et en dehors du tubercule pubien, au-dessus de l'extrémité médiale du ligament inguinal.
Il est formé par deux faisceaux de l'aponévrose du muscle oblique externe de l'abdomen : 
- latéralement le pilier latéral de l'anneau inguinal superficiel qui se fixe sur le tubercule pubien homolatéral,
- médialement le pilier médial de l'anneau inguinal superficiel qui se fixe sur le tubercule pubien controlatéral.

L'orifice est allongé obliquement en haut et en dehors Son extrémité supérieure et latérale est arrondie par des fibres arciformes provenant du muscle oblique externe de l'abdomen controlatéral : les fibres intercrurales de l'anneau inguinal superficiel.

## Fonction
L'anneau inguinal permet le passage de l'abdomen vers la partie superficielle de la paroi abdominale du cordon spermatique chez l'homme et du ligament rond chez la femme.

## Aspect clinique
L'anneau inguinal peut être le siège d'une hernie inguinale.